# Wielki testament

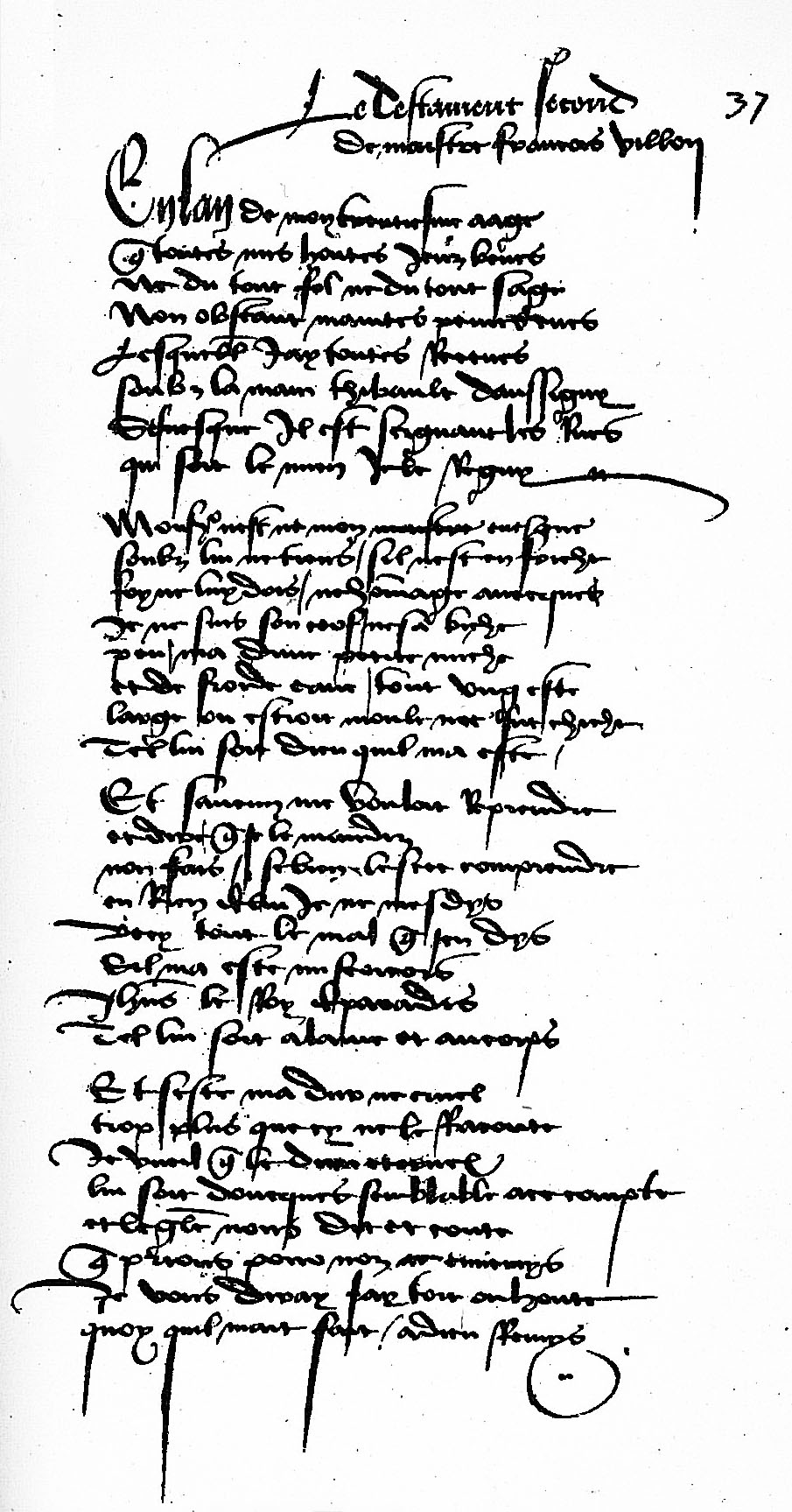
Strona dzieła, przechowywana w Kungliga biblioteket w Sztokholmie.

Wielki testament (fr. Le grand testament) – utwór François Villona. Powstał po wyjściu poety z więzienia w Meung-sur-Loire, gdzie wtrącił go biskup Thibault d'Auxigny; Villon napisał go prawdopodobnie między grudniem 1461 a marcem 1462 roku. Trzydziestoletni wówczas Villon medytuje w poemacie nad swym przeszłym życiem, nieustanną bliskością śmierci i zmiennością ludzkich losów.
Poemat napisany jest ośmiozgłoskowymi oktawami, których rytm przerywają wtrącone ballady i ronda. Ton oscyluje między melancholią a rubaszną kpiną, z inwektywami i nieprzyzwoitymi żartami sąsiadują strofy wyrażające smutek, wyrzuty sumienia i głęboką religijną wiarę. Pojawia się literacki bohater, którego nie było do tej pory w literaturze. Średniowiecze nie znało bohatera przeciętnego, niczym się niewyróżniającego.
W balladzie O paniach minionego czasu, która jest częścią Wielkiego testamentu, zawarta jest idea przemijania oraz niemożności powrotu - memento mori ("pamiętaj o śmierci"). W utworze odnaleźć można też topos ubi sunt w powtarzającym się refrenie "Ach, gdzież są niegdysieysze śniegi" (fr. Où sont les neiges d'antan?). Są także nawiązania do danse macabre, czyli tańca śmierci. Śmierć jest wszechwładna, wszechobecna, niespodziewana, okrutna. Przeważa naturalistyczne przedstawienie człowieka i śmierci. Pojawia się również motyw eschatologiczny.
Henryk Walezy miał znać Wielki testament na pamięć.
Tadeusz Boy-Żeleński przełożył Wielki testament na polski w 1917 roku, w „najciemniejszym okresie wojny”, gdy – jako „lekarz pospolitego ruszenia” – spędzał co drugą dobę w baraku „Stacji Opatrunkowej”, do której napływały z frontu transporty żołnierzy, „…wystawiając nasze [lekarzy] uczucia ludzkości na ciężką próbę”. Pisał później m.in. na temat tłumaczonego utworu:

… miłość i śmierć, żal za zmarnowanym życiem i skrucha, wreszcie nienawiść do swych „dręczycieli” wypełniają ten wzruszający poemat. Nienawiść ta wybucha raz po raz wśród żartobliwych strof Testamentu i pogłębia je w akcenty wprost złowrogie, ilekroć poeta wspomni męczarnie, jakie wycierpiał.

i jego autora:

Villon jest pierwszym poetą Francji przez swą twórczość w zakresie języka. Uczynił w poezji to, co później Rabelais w prozie: miast dawnej naiwnej, czasem niedołężnej gwary, lub też miast kunsztownych formalnych łamańców, wyrażających mdłe i konwencjonalne uczucia, mowa Villona płynie wprost z serca; w sercu, we krwi znajduje dla swych uczuć wyraz bezpośredni, prosty i doskonały: kunsztowny, ale zupełnie innym, głębokim kunsztem!